# Seiko Matsuda
Pour les articles homonymes, voir Matsuda.
Seiko Matsuda (松田 聖子, Matsuda Seiko), de son vrai nom Noriko Kamachi (蒲池 法子, Kamachi Noriko), née le 10 mars 1962 à Kurume dans la préfecture de Fukuoka, est une chanteuse et actrice, ex-idole japonaise qui débuta en 1980, très populaire dans son pays. Du temps de sa gloire dans les années 1980-1990, elle aligne un record de 24 singles numero 1 consécutifs au Japon. Elle enregistre trois albums en anglais pour le marché international, sans grand succès, malgré un duo avec Donnie Wahlberg des New Kids on the Block sorti en 1990. Elle fut mariée avec l'acteur Masaki Kanda de 1985 à 1997, avec qui elle a une fille, Sayaka, qu'elle lance dans la chanson en 2002, avant une rupture familiale et professionnelle très médiatisée en 2005. Elle joue également dans des films et drama, et interprète même en 1996 l'un des rôles principaux d'un film américain, Les Griffes de la cigogne (alias Final Vendetta, Surrogate Mother ou Sweet Evil, avec Bridgette Wilson).
Son nom est à l'origine du nom de plume de l'écrivaine Aoko Matsuda, jouant sur une prononciation alternative de leurs prénoms.

## Discographie

### Singles
| - 1980.04.01 : Hadashi no Kisetsu - 1980.07.01 : Aoi Sangoshou - 1980.10.01 : Kaze wa Aki Iro - 1981.01.21 : Cherry Blossom - 1981.04.21 : Natsu no Tobira - 1981.07.21 : Shiroi Parasol - 1981.10.07 : Kaze Tachi Nu - 1982.01.21 : Akai Sweet Pea - 1982.04.21 : Nagisa no Balcony - 1982.07.21 : Komugi Iro no Mermaid - 1982.10.21 : Nobara no Etude - 1983.02.03 : Himitsu no Hanazono - 1983.04.27 : Tengoku no Kiss - 1983.08.01 : Glass no Ringo / Sweet Memories - 1983.10.28 : Hitomi wa Diamond - 1984.02.01 : Rock'n Rouge - 1984.05.10 : Jikan no Kuni no Alice - 1984.08.01 : Pink no Mozart - 1984.11.01 : Heart no Earing - 1985.01.30 : Tenshi no Wink - 1985.05.09 : Boy no Kisetsu - 1985.06.24 : Dancing Shoes - 1987.04.22 : Strawberry Time - 1987.11.06 : Pearl-White Eve - 1988.04.14 : Marakech - 1988.09.07 : Tabidachi no Freesia - 1989.11.15 : Precious Heart - 1990.04.30 : "All the way to Heaven" - 1990.07.15 : The Right Combination (Donnie Wahlberg) - 1990.10.01 : Who's that boy - 1990.11.21 : We Are Love - 1992.02.05 : Kitto, Mata Aeru - 1992.08.01 : Anata no Subete ni Naritai - 1993.04.21 : Taisetsu na Anata - 1993.05.21 : A Touch of Destiny - 1993.11.10 : Kakowareta, Ai jing - 1994.05.11 : Mou Ichido, Hajime Kara - 1994.12.01 : Kagayaita Kisetsu e Tabidatou - 1995.04.21 : Suteki ni, Once again - 1996.04.22 : Anata ni Aitakute ~Missing You~ - 1996.04.24 : Let's Talk About It | - 1996.05.17 : I'll Be There For You (avec Robbie Nevil) - 1996.11.18 : Sayonara no Shunkan - 1996.12.10 : "Good For You" - 1997.04.23 : Watashi Dake no Tenshi~Angel~ - 1997.12.03 : Gone with the rain - 1998.06.17 : Koisuru Omoi~Fall in love~ - 1998.11.26 : Touch the Love - 1999.10.27 : Kanashimi no Boat - 2000.05.17 : 20th Party - 2000.06.07 : Shanghai Love Song - 2000.06.14 : Unseasonable Shore - 2000.09.27 : True Love Story (avec Hiromi Go) - 2000.11.29 : The Sound of Fire - 2001.06.20 : Anata Shika Mienai - 2001.11.14 : Ai Ai~100% Pure Love~ - 2002.04.30 : All to You - 2002.06.05 : Suteki na Ashita - 2002.12.17 : Just For Tonight - 2003.06.04 : Call me - 2004.05.26 : Aitai - 2004.07.07 : Smile on me (avec Takaaki Ishibashi) - 2005.02.02 : Eien Sae Kanji ta Yoru - 2005.08.24 : I'll Fall In Love - 2005.09.21 : Shiawase na Kimochi - 2006.04.26 : Bless You - 2006.05.24 : "We Are" - 2007.05.23 : Namidaga Tada Koborerudake - 2007.08.01 : Manatsu no Manatsu no YoNo Yume (ja) Yume (avec Takashi Fujii (ja)) - 2007.11.21 : Christmas no Yoru - 2008.03.19 : Hanabira Mau Kisetsu ni - 2008.06.25 : Love is all - 2008.10.22 : Ano Kagayaita Kisetsu' (あの輝いた季節) - 2010.05.05 : Ikutsu no Yoake wo Kazoetara (いくつの夜明けを数えたら) - 2011.11.23 : Tokubetsu na Koibito / Koe Dake Kikasete (特別な恋人 / 声だけ聞かせて) - 2012.05.02 : Namida no Shizuku (涙のしずく) - 2013.05.22 : LuLu!! - 2013.10.30 : Yume ga Samete (夢がさめて) - 2014.05.21 : I Love You!! ~Anata no Hohoemi~ (I Love You!! ~あなたの微笑み~) - 2015.10.28 "Eien no Motto Hate Made / Wakusei ni Naritai" (永遠のもっと果てまで/惑星になりたい) - 2016.09.21 "Bara no Yoni Saite Sakura no Yoni Chitte" (薔薇のように咲いて桜のように散って) |

### Albums
| - 1980.08.01 : Squall - 1980.12.02 : North Wind - 1981.05.21 : Silhouette - 1981.10.21 : Kazetachi nu' - 1982.05.21 : Pineapple - 1982.11.10 : Candy - 1983.06.01 : Utopia - 1983.12.10 : Canary - 1984.06.10 : Tinker Bell - 1984.12.08 : Windy Shadow - 1985.06.05 : The 9th Wave - 1985.08.15 : Sound Of My Heart (en anglais) - 1986.06.01 : Supreme - 1987.05.16 : Strawberry Time - 1988.05.11 : Citron - 1989.05.21 : Goya...Uta Detsudzuru Shougai - 1989.12.06 : Precious Moment - 1990.06.07 : Seiko (en anglais) - 1990.12.10 : We Are Love - 1991.05.02 : Eternal - 1992.03.25 : 1992 Nouvelle Vague - 1992.12.02 : Sweet Memories '93 - 1993.05.21 : Diamond Expression - 1993.11.21 : A Time for Love - 1994.06.12 : Glorious Revolution - 1995.05.21 : It's Style '95 - 1996.05.27 : Vanity Fair | - 1996.05.14 : Was It The Future (en anglais) - 1996.12.05 : Guardian Angel-- - 1997.05.21 : My Story - 1997.12.03 : Sweetest Time (mini-album) - 1998.05.08 : Forever - 1999.12.18 : Eien no Shoujo - 2000.06.28 : Seiko Matsuda: 20th Party - 2001.06.20 : Love & Motion Vol.1 - 2001.11.28 : Love & Motion Vol.2 - 2002.06.21 : Area 62 (en anglais) - 2004.06.09 : Sunshine - 2005.04.06 : fairy - 2005.12.07 : Under the beautiful stars - 2006.05.31 : bless you - 2006.12.06 : Eternal II - 2007.06.06 : Baby's Breath - 2008.05.21 : My pure melody - 2010.05.26 : My Prelude - 2011.06.01 : Cherish - 2012.06.06 : Very Very - 2013.06.05 : A Girl in the Wonder Land - 2014.06.04 : Dream & Fantasy - 2015.06.10 : Bibbidi-Bobbidi-Boo - 2016.06.08 : "Shining Star" |

### Compilations
| - 1981.11.01 : Seiko・fragrance - 1982.07.01 : Seiko・index - 1982.12.05 : Kin Iro no Ribbon - 1983.11.11 : Seiko・plaza - 1984.03.15 : Touch Me, Seiko - 1984.11.01 : Seiko・Town - 1984.11.21 : Seiko・Avenue - 1985.03.06 : Seiko-Train - 1985.11.10 : Seiko・Box - 1986.11.21 : Love Ballade - 1987.11.21 : Snow Garden - 1988.07.21 : Seiko Monument - 1991.11.21 : Christmas Tree - 1991.12.01 : Bible - 1994.12.01 : Bible II - 1996.03.01 : Bible III - 1996.09.21 : Complete Bible - 1996.11.01 : Winter Tales - 1997.06.21 : Seaside: Summer Tales - 1997.11.21 : Dear - 1998.07.18 : Seiko Celebration - 1998.11.30 : Seiko '96-'98 | - 1999.04.01 : Ballad-20th Anniversary - 1999.10.06 : Seiko Matsuda: Re-mixes - 2000.09.27 : Seiko remixes 2000 - 2000.11.29 : Love (20th Anniversary Best Selection) - 2000.07.05 : Seiko Suite - 2003.11.27 : Another side of Seiko 27 - 2004.04.14 : Best of Best 27 - 2005.01.26 : Seiko Smile (25th Anniversary Best Selection) - 2009.09.30 : Premium Diamond Bible - 2009.09.30 : Diamond Bible - 2009.11.11 : Seiko Matsuda Christmas Songs - 2010.05.26 : Seiko Matsuda Single Collection 30th Anniversary Box: The voice of a Queen - 2010.08.11 : Seiko Matsuda Original Soundtrack Collection 1981-1985 - 2010.09.22 : Touch Me, Seiko II - 2011.12.07 : Seiko Story 80's Hits Collection - 2012.02.23 : Seiko Matsuda Super Hit Collection Vol. 1 - 2012.02.23 : Seiko Matsuda Super Hit Collection Vol. 2 - 2012.05.30 : Etoranze (エトランゼ) - 2012.11.07 : Calendar - 2012.12.23 : Seiko Suite Collection: 80's Hits - 2014.12.24 : Seiko Matsuda Best Ballad - 2015.12.09 : We Love Seiko - 35th Anniversary Matsuda Seiko Kyukyoku All Time Best 50 Songs |

### Bandes originales
- 1981.08.08 :  Nogiku no Haka
- 1983.07.01 :  Purumeria no Densetsu
- 1984.07.07 :  Natsufuku no Ivu
- 1985.05.03 :  Karibu. Ai no Symphony
- 1985.06.21 :  Penginzu Memory (Koufuku Monogatari)
- 1996.05.17 :  Surrogate Mother (I'll Be There For You avec Robbie Nevil)

### Disques internationaux
Albums en anglais
- 1990 : Seiko
- 1996 : Was It The Future
- 2002 : Area 62

album pour Taiwan
- 2005 : I'll Fall In Love: 愛的禮物

Singles
- 1990 : The Right Combination (avec Donnie Wahlberg) (US Billboard Top100 n°54, Canada n°2, Australie n°9)
- 1991 : All The Way To Heaven (Europe)
- 1991 : Who's That Boy (Promotion)
- 1996 : Let's Talk About It
- 1996 : Good For You (US Billboard Dance/Club n°37)
- 2002 : All To You (US Billboard Dance/Club n°19)
- 2002 : Just For Tonight (US Billboard Dance/Club n°15)

## Filmographie
- 1981  : Nogiku no Haka
- 1983  : Purumeria no Densetsu Tengoku no Kisu
- 1984  : Natsufuku no Eve
- 1984  : Karibu Ai no Symphony
- 1985  : Penguins Memori
- 1990  : Docchimo Docchi
- 1996  : Les griffes de la cigogne (Final Vendetta, Surrogate Mother)
- 1997  : Armageddon (apparition)
- 1999  : Belles à mourir (apparition)
- 2000  : GEDO The Final Blade
- 2001  : Sennen no Koi Story of Genji
- 2007  : Shanghai Baby
- 2008  : Hotaru no Haka
- 2018  : Rāmen Teh ou ラーメンテー (La Saveur des Rāmen)